# Torneios WTA Tier III
Os torneios WTA Tier III foram torneios de tênis de terceiro nível da Women's Tennis Association realizados de 1990 até o final da temporada de 2008. De 1988 a 1990, os diferentes níveis de torneios WTA foram referidos pelo termo "Categoria", e havia 5 categorias. A programação dos eventos variou ao longo dos anos, com torneios sendo promovidos, rebaixados ou cancelados.
Em 2009, a WTA mudou as categorias do torneio, de modo que a maioria dos torneios Tier III e Tier IV estavam em uma categoria, "International Tournaments", devido a uma mudança geral das categorias. A principal razão para as mudanças foi aliviar a pressão sobre os jogadores em termos do número de torneios que eles deveriam jogar de forma obrigatória.

## Eventos
| Torneio                | Nome comercial                                                                | Cidade(s)                                   | País            | Piso                                             | Tier III a partir de | Anos | Atual/ Extinto |
| ---------------------- | ----------------------------------------------------------------------------- | ------------------------------------------- | --------------- | ------------------------------------------------ | -------------------- | ---- | -------------- |
| VS of Houston [en]     | Virginia Slims of Houston                                                     | Houston                                     | USA             | Saibro                                           | 1990                 | 1    |                |
| Tampa [en]             | Eckerd Open                                                                   | Tampa, Florida                              | USA             | Saibro                                           | 1990                 | 1    |                |
| Newport [en]           | Virginia Slims of Newport                                                     | Newport                                     | USA             | Grama                                            | 1990                 | 1    |                |
| San Diego              | Toshiba Classic                                                               | San Diego                                   | USA             | Duro                                             | 1990–91              | 2    |                |
| San Antonio [en]       | New Haven Open at Yale                                                        | San Antonio                                 | USA             | Duro                                             | 1990–92              | 3    |                |
| Sydney                 | New South Wales Open                                                          | Sydney                                      | AUS             | Duro                                             | 1990–92              | 3    | Atual          |
| Leipzig [en]           | Sparkassen Cup                                                                | Leipzig                                     | GER             | Carpete (i)                                      | 1990–92              | 3    |                |
| Barcelona              | Barcelona Ladies Open                                                         | Barcelona                                   | ESP             | Saibro                                           | 1991–92              | 2    | Atual          |
| Lucerne                | European Open                                                                 | Lucerne                                     | SUI Switzerland | Saibro                                           | 1992–94              | 3    |                |
| Osaka [en]             | Asian Open                                                                    | Osaka                                       | JAP             | Carpete (i)                                      | 1992–94              | 3    |                |
| Budapest [en]          | GDF Suez Grand Prix                                                           | Budapest                                    | HUN             | Carpete (i) (1993) Saibro (2007–08)              | 1993 2007–08         | 3    | Atual          |
| Kitzbühel [en]         | WTA Austrian Open                                                             | Kitzbühel                                   | AUT             | Saibro                                           | 1993                 | 1    |                |
| Schenectady [en]       | OTB International Open                                                        | Schenectady                                 | USA             | Duro                                             | 1993–94              | 2    |                |
| Brisbane [en]          | Danone Durocourt Championships                                                | Brisbane                                    | AUS             | Duro                                             | 1993–94              | 2    |                |
| Linz                   | Generali Ladies Linz                                                          | Linz                                        | AUT             | Carpete (i)                                      | 1993–97              | 5    | Atual          |
| Oklahoma City Memphis  | Cellular South Cup                                                            | Oklahoma City (1993–2001) Memphis (2002–08) | USA             | Duro (i)                                         | 1993–2008            | 16   |                |
| Strasbourg             | Internationaux de Strasbourg                                                  | Strasbourg                                  | FRA             | Saibro                                           | 1993–2008            | 16   | Atual          |
| Tokyo Outdoor          | Rakuten Japan Open Tennis Championships                                       | Tóquio                                      | JAP             | Duro                                             | 1993–2008            | 16   |                |
| Birmingham             | Aegon Classic                                                                 | Birmingham                                  | GBR             | Grama                                            | 1993–2008            | 16   | Atual          |
| Quebec City            | Challenge Bell                                                                | Quebec City                                 | CAN             | Carpete (i)                                      | 1993–2008            | 16   | Atual          |
| Moscow                 | Kremlin Cup                                                                   | Moscow                                      | RUS             | Carpete (i)                                      | 1994–96              | 3    | Atual          |
| San Juan [en]          | Puerto Rico Open                                                              | San Juan                                    | PUR             | Duro                                             | 1995                 | 1    |                |
| Zagreb Bol             | Croatian Bol Ladies Open                                                      | Zagreb (1995) Bol [en] (2000–03)            | CRO             | Saibro                                           | 1995 2000–2003       | 5    |                |
| Jakarta [en]           | Danamon Open                                                                  | Jakarta                                     | INA             | Duro                                             | 1995–96              | 2    |                |
| Warsaw                 | Warsaw Open                                                                   | Varsóvia                                    | POL             | Saibro                                           | 1995–98 2002–10      | 5    |                |
| Luxembourg City        | BGL Luxembourg Open                                                           | Luxemburgo                                  | LUX             | Carpete (i) (1996–2000) Duro (i) (2001–04, 2008) | 1996–2004 2008       | 10   | Atual          |
| 's-Hertogenbosch       | Ordina Open                                                                   | 's-Hertogenbosch                            | NED             | Grama                                            | 1996–2008            | 13   | Atual          |
| Madrid                 | Madrid Open                                                                   | Madrid                                      | ESP             | Saibro                                           | 1997–2003            | 7    |                |
| Gold Coast             | Brisbane International                                                        | Gold Coast                                  | AUS             | Duro                                             | 1997–2008            | 12   |                |
| Prague                 | ECM Prague Open                                                               | Prague                                      | CZE             | Saibro                                           | 1998                 | 1    |                |
| VS of Boston [en]      | Virginia Slims of Boston                                                      | Boston, Massachusetts                       | USA             | Duro                                             | 1998                 | 1    |                |
| Cairo [en]             | Dreamland Egypt Classic                                                       | Cairo                                       | EGY             | Saibro                                           | 1999                 | 1    |                |
| Sopot                  | Orange Warsaw Open                                                            | Sopot                                       | POL             | Saibro                                           | 1999–2004            | 6    |                |
| Kuala Lumpur Bali [en] | Wismilak International (1999–2006) Commonwealth Bank Tennis Classic (2007–08) | Kuala Lumpur (1999–2000) Bali (2001–08)     | MAS · INA       | Duro                                             | 1999–2008            | 10   |                |
| Vienna                 | WTA Austrian Open                                                             | Klagenfurt (2000) Vienna (2001–04)          | AUT             | Saibro                                           | 2000–04              | 5    |                |
| Canberra [en]          | Canberra International                                                        | Canberra                                    | AUS             | Duro                                             | 2001                 | 1    |                |
| Doha                   | Qatar Ladies Open                                                             | Doha                                        | QAT             | Duro                                             | 2001–03              | 3    |                |
| Bogotá                 | Copa Sony Ericsson Colsanitas                                                 | Bogotá                                      | COL             | Saibro                                           | 2001–08              | 8    | Atual          |
| Acapulco               | Abierto Mexicano Telcel HSBC                                                  | Acapulco                                    | MEX             | Saibro                                           | 2001–08              | 8    | Atual          |
| Hasselt [en]           | Gaz de France Stars                                                           | Hasselt                                     | BEL             | Duro (i)                                         | 2004–06              | 3    |                |
| Cincinnati             | Western & Southern Open                                                       | Cincinnati                                  | USA             | Duro                                             | 2004–2008            | 5    | Atual          |
| Cantão                 | Guangzhou International Women's Open                                          | Cantão                                      | CHN             | Duro                                             | 2004–08              | 5    | Atual          |
| Bangkok [en]           | PTT Bangkok Open                                                              | Bangkok                                     | THA             | Duro                                             | 2005–07              | 3    |                |
| Kolkata [en]           | Sunfeast Open                                                                 | Kolkata                                     | IND             | Duro (i)                                         | 2005–07              | 3    |                |
| Istanbul               | Istanbul Cup                                                                  | Istanbul                                    | TUR             | Saibro                                           | 2005–08              | 4    | Atual          |
| Bangalore [en]         | Bangalore Open                                                                | Bangalore                                   | IND             | Duro                                             | 2006–08              | 3    |                |
| Bad Gastein            | Gastein Ladies                                                                | Bad Gastein                                 | AUT             | Saibro                                           | 2007–08              | 2    | Atual          |
| Viña del Mar [en]      | Cachantún Cup                                                                 | Viña del Mar                                | CHI             | Saibro                                           | 2008                 | 1    |                |